# Karl Theodor Bleek
Karl Theodor Bleek (* 19. März 1898 in Kirn; † 15. Dezember 1969 in Marburg) war ein deutscher Politiker (FVP, DDP, NSDAP, FDP), Oberbürgermeister und Staatssekretär.

## Leben
Der Sohn eines Bürgermeisters besuchte in Marburg die Schule. Als Kriegsteilnehmer des Ersten Weltkriegs verlor er ein Bein. Nach dem Studium der Rechtswissenschaften an der Philipps-Universität Marburg war er zwischen 1927 und 1931 als Regierungsrat in der Kommunalabteilung im Preußischen Innenministerium beschäftigt. Von Mai 1932 bis zur Machtergreifung der Nationalsozialisten 1933 war er Landrat im Landkreis Arnswalde und wurde im Mai 1933 in den einstweiligen Ruhestand versetzt. 1933 war er aber erneut im Staatsdienst bei der Bezirksregierung in Stade, 1934 bis 1937 in Arnsberg und 1937 bis 1939 in Breslau tätig. In Breslau war er von 1939 bis 1945 Stadtkämmerer.
Karl Theodor Bleek trat 1909 der DVP bei und war in der Weimarer Republik Mitglied der DDP bzw. DStP bis zu deren Verbot durch die Nationalsozialisten. Er beantragte am 18. Dezember 1941 die Aufnahme in die NSDAP und wurde zum 1. Januar 1942 aufgenommen (Mitgliedsnummer 8.893.812). In seinem Entnazifizierungsverfahren, das vor seiner Vereidigung als Oberbürgermeister der Stadt Marburg durchgeführt wurde, verschwieg er seine NSDAP-Mitgliedschaft. Die Spruchkammer, die von einem Zeugen darauf hingewiesen wurde, prüft diesen Hinweis nicht, so dass er als vom Gesetz „nicht betroffen“ eingestuft wurde.
Unter Bleek gewann die von ihm mitgegründete LDP (Liberal-Demokratische Partei Hessen, heute FDP) die Kommunalwahl von 1946 in Marburg mit 40,4 % der Stimmen (SPD: 27,2 %, CDU: 23,2 %), wodurch er der erste frei gewählte Oberbürgermeister in der Stadt nach dem Zweiten Weltkrieg wurde. Dieses Amt hatte er von 1946 bis 1951 inne. 1951 wurde er Staatssekretär im Bundesministerium des Innern, bevor er 1957 bis 1961 Amtschef des Bundespräsidialamts wurde.
Bleek gehörte 1946 der verfassunggebenden Versammlung Hessens und anschließend bis zum 9. Oktober 1951 dem Hessischen Landtag an. Seit 1947 war er Vorsitzender der FDP-Landtagsfraktion und stellvertretender Landesvorsitzender. 1949 wurde er in den FDP-Bundesvorstand gewählt, wo er – im Gegensatz zum hessischen Landesvorsitzenden August-Martin Euler – zu den gemäßigt linksliberalen Kräften gehörte. Von 1949 bis 1951 amtierte er außerdem als erster Bundesschatzmeister der FDP. Weiterhin war er Vorsitzender der LDP / FDP Marburg und des Bezirkes Marburg. Bleek war Mitglied der ersten Bundesversammlung.
Ab 1963 war er Präsident der Studienstiftung des deutschen Volkes. Nach Bleek waren der Karl-Theodor-Bleek-Platz und der Karl-Theodor-Bleek-Steg in Marburg benannt. Beide wurden im Jahr 2021 nach der FDP-Politikerin Hildegard Hamm-Brücher umbenannt.

## Ehrungen
- 1957: Großkreuz des Päpstlichen Ritterordens des heiligen Gregors des Großen.[6]
- 1966: Wilhelm-Leuschner-Medaille[7]

## Veröffentlichungen
- Aktuelle Fragen der Kommunalpolitik auf Bundesebene. Mannheimer Druck- und Verlagsgesellschaft, Mannheim 1953.